# Nekrolog 1577
Nekrolog
◄◄
| ◄
| 1573
| 1574
| 1575
| 1576
| 1577 | 1578 | 1579 | 1580 | 1581 | ► | ►►
Weitere Ereignisse | Allgemeiner Nekrolog 1577
Die Beschreibung der verstorbenen Person sollte so kurz wie möglich gehalten sein und nur deren signifikante Tätigkeit(en) enthalten.
Neue Namen ggf. auch unter dem Geburts- und Sterbedatum, also etwa unter 1. Januar und im Geburts- und Sterbejahr (2024) eintragen (nur bei entsprechender großer Wichtigkeit). Für Beispiele siehe die schon vorhandenen Artikel.
Außerdem über die fünf zuletzt Verstorbenen, zu denen es einen ausreichend guten Artikel für eine Präsentation auf der Hauptseite gibt, nach der todesbedingten Überarbeitung der Artikel ggf. auch unter Wikipedia Diskussion:Hauptseite informieren und sie am besten auch in den anderen Wikipedia-Sprachversionen eintragen. Tipp: Regelmäßig bei news.google.de nach „ist tot“, „gestorben“ oder „verstorben“ suchen.
Wenn eine Person gestorben ist, gibt es viele Seiten zu dieser Person in der Wikipedia, die davon auch betroffen sind und entsprechend aktualisiert werden müssen. Beispiele: Namenübersichtsseite, Geburtsjahr, Geburtsort-Seiten und viele mehr.
Wie finde ich die betroffenen Seiten?
Im Suchfeld auf der linken Seite gibt man den Suchbegriff so ein: „Vorname Nachname“. Dann klickt man auf Volltext und alle Seiten mit entsprechendem Suchtext werden aufgerufen. Hier sieht man dann schnell, wo auch das Todesjahr Sinn macht oder sogar ein Teil des Artikels angepasst werden muss. Auch hilft das „Werkzeug“ auf der linken Seite sehr gut, um solche Seiten aufzufinden: „Links auf diese Seite“. Somit ist die Wikipedia wieder aktuell in allen Bereichen! Hinweis: bei Eintragung der Kategorie „Gestorben JAHR“ wird der Missbrauchsfilter 49 ausgelöst, was jedoch nicht schlimm ist. Siehe: Spezial:Missbrauchsfilter/49
Dies ist eine Liste von im Jahr 1577 verstorbenen bekannten Persönlichkeiten. Die Einträge erfolgen innerhalb der einzelnen Daten alphabetisch sortiert. Tiere sind im Nekrolog für Tiere zu finden.

## Januar
| Tag        | Name                        | Beruf, bekannt als                                                 | Alter | Beleg |
| ---------- | --------------------------- | ------------------------------------------------------------------ | ----- | ----- |
| 4. Januar  | Andreas Wesling             | deutscher Philologe und evangelischer Theologe                     |       |       |
| 14. Januar | Jakob Bagge                 | norwegischer Seeoffizier und Admiral der Schwedischen Marine       | 74    |       |
| 14. Januar | Georg Gienger von Rotteneck | Vizekanzler des Heiligen Römischen Reiches                         |       |       |
| 22. Januar | Philipp Dobereiner          | deutscher Kleriker, Übersetzer und Verfasser geistlicher Schriften |       |       |
| 27. Januar | Otmar Kunz                  | Abt des Klosters St. Gallen                                        |       |       |

## Februar
| Tag         | Name                | Beruf, bekannt als             | Alter | Beleg |
| ----------- | ------------------- | ------------------------------ | ----- | ----- |
| 3. Februar  | Kamiizumi Nobutsuna | japanischer Schwertkämpfer     |       |       |
| 26. Februar | Erik XIV.           | König von Schweden (1560–1568) | 43    |       |
| Februar     | Adam von Bodenstein | deutscher Arzt und Alchemist   |       |       |

## März
| Tag      | Name                        | Beruf, bekannt als                               | Alter | Beleg |
| -------- | --------------------------- | ------------------------------------------------ | ----- | ----- |
| 6. März  | Rémy Belleau                | französischer Schriftsteller                     |       |       |
| 18. März | Bartholomäus von Grudenegg  | Zisterzienserabt der Klöster Neukloster und Rein |       |       |
| 18. März | Martín Rojas de Portalrubio | spanischer Geistlicher, Bischof von Malta        |       |       |
| 23. März | Karl II.                    | Markgraf von Baden-Durlach                       | 47    |       |
| März     | Mattheus Le Maistre         | franco-flämischer Komponist der Renaissance      |       |       |

## April
| Tag       | Name              | Beruf, bekannt als                                       | Alter | Beleg |
| --------- | ----------------- | -------------------------------------------------------- | ----- | ----- |
| 9. April  | Sebastian Glaser  | hennebergischer Kanzler und Geschichtsschreiber          | 57    |       |
| 13. April | Konrad Hubert     | reformierter Theologe, Kirchenlieddichter und Reformator |       |       |
| 13. April | Bartolomeo Scappi | italienischer Koch der Renaissance                       |       |       |
| 21. April | Diogo Rodrigues   | portugiesischer Seefahrer, Entdecker und Gouverneur      |       |       |
| 30. April | Sebastian Kastner | deutscher Benediktiner und Abt                           |       |       |

## Mai
| Tag     | Name                  | Beruf, bekannt als                                         | Alter | Beleg |
| ------- | --------------------- | ---------------------------------------------------------- | ----- | ----- |
| 5. Mai  | Viglius Zuichemus     | niederländischer Jurist und Botschafter von Karl V.        | 69    |       |
| 6. Mai  | Johann Placotomus     | deutscher Mediziner und Pädagoge                           |       |       |
| 11. Mai | Katharina von Cordona | spanische Adlige, Erzieherin am spanischen Königshof       |       |       |
| 21. Mai | Anna von Gemmingen    | Erbtochter des Heidelberger Fauths Hans von Gemmingen      |       |       |
| 26. Mai | Aegidius de Monte     | niederländischer römisch-katholischer Bischof von Deventer |       |       |

## Juni
| Tag      | Name                                | Beruf, bekannt als                             | Alter | Beleg |
| -------- | ----------------------------------- | ---------------------------------------------- | ----- | ----- |
| 4. Juni  | Alvise Mocenigo I.                  | Doge von Venedig (1570–1577)                   | 69    |       |
| 7. Juni  | Daniel                              | Graf von Waldeck-Wildungen                     | 46    |       |
| 7. Juni  | Heinrich IX.                        | Graf von Waldeck-Wildungen                     | 45    |       |
| 12. Juni | Nicolas de Lorraine, duc de Mercœur | Herzog von Mercœur                             | 52    |       |
| 26. Juni | Johann von Wickede                  | Ratsherr der Hansestadt Lübeck                 |       |       |
| 28. Juni | Nicolò Ormanetto                    | italienischer römisch-katholischer Geistlicher |       |       |

## Juli
| Tag      | Name              | Beruf, bekannt als                                                                                  | Alter | Beleg |
| -------- | ----------------- | --------------------------------------------------------------------------------------------------- | ----- | ----- |
| 8. Juli  | Konrad zu Castell | deutscher Graf von Castell                                                                          | 57    |       |
| 14. Juli | Georg Geitzkofler | Münzmeister im böhmischen Joachimsthal                                                              | 50    |       |
| 16. Juli | Johann Hürlimann  | Schweizer Theologe und Geistlicher                                                                  |       |       |
| 23. Juli | Scipione Rebiba   | italienischer Kardinal, auf den die meisten Sukzessionslinien (Apostolische Sukzession) zurückgehen |       |       |
| 26. Juli | Blaise de Monluc  | französischer Historiker, Armeekommandant und Marschall von Frankreich (1574–1577)                  |       |       |
| 31. Juli | Johannes Anglicus | evangelischer Theologe und Kirchenliedkomponist                                                     |       |       |

## August
| Tag        | Name           | Beruf, bekannt als                           | Alter | Beleg |
| ---------- | -------------- | -------------------------------------------- | ----- | ----- |
| 11. August | Hartmann Beyer | deutscher Mathematiker, Theologe, Reformator | 60    |       |
| 12. August | Thomas Smith   | englischer Gelehrter und Diplomat            | 63    |       |
| 25. August | Johannes Wäber | Schweizer Theologe                           | 78    |       |

## September
| Tag           | Name                         | Beruf, bekannt als                                                 | Alter | Beleg |
| ------------- | ---------------------------- | ------------------------------------------------------------------ | ----- | ----- |
| 11. September | Pedro de Villagra y Martínez | spanischer Soldat und Gouverneur eines Gebiets des heutigen Chiles |       |       |
| 17. September | Arnt Bruyn                   | deutscher Maler                                                    |       |       |
| 27. September | Diego de Covarrubias y Leyva | spanischer Rechts- und Kirchengelehrter                            | 65    |       |

## Oktober
| Tag         | Name                     | Beruf, bekannt als                                 | Alter | Beleg |
| ----------- | ------------------------ | -------------------------------------------------- | ----- | ----- |
| 6. Oktober  | Abraham Ulrich           | deutscher evangelischer Theologe                   | 51    |       |
| 7. Oktober  | George Gascoigne         | englischer Autor, Politiker, Söldner und Jurist    |       |       |
| 10. Oktober | Maria von Portugal       | portugiesische Infantin                            | 56    |       |
| 10. Oktober | Mohammad Hosseyn Tabrizi | Kalligraf                                          |       |       |
| 12. Oktober | Cornelis Gemma           | Mathematiker, Astronom und Mediziner               | 42    |       |
| 26. Oktober | Andreas Fabricius        | evangelischer Theologe und neulateinischer Dichter |       |       |

## November
| Tag          | Name                               | Beruf, bekannt als                             | Alter | Beleg |
| ------------ | ---------------------------------- | ---------------------------------------------- | ----- | ----- |
| 3. November  | Margareta von Brandenburg          | Herzogin von Pommern; Fürstin von Anhalt       |       |       |
| 3. November  | Innocenzo Ciocchi del Monte        | Kardinal der römisch-katholischen Kirche       |       |       |
| 14. November | Paul Knufflock                     | deutscher Buchbinder, Verleger und Buchhändler |       |       |
| 18. November | Sebastian Schertlin von Burtenbach | deutscher Landsknechtsführer                   | 81    |       |
| 19. November | Matsunaga Hisahide                 | Daimyo                                         |       |       |
| 24. November | Erasmus Ebner                      | deutscher Diplomat, Gelehrter und Staatsmann   | 65    |       |
| 24. November | Ismail II.                         | zweiter Schah der Safawidendynastie            | 40    |       |
| 30. November | Cuthbert Mayne                     | englischer Priester und Märtyrer               |       |       |

## Dezember
| Tag          | Name                      | Beruf, bekannt als                                      | Alter | Beleg |
| ------------ | ------------------------- | ------------------------------------------------------- | ----- | ----- |
| 4. Dezember  | Achilles Pirminius Gasser | deutscher Historiker, Mediziner und Astrologe           | 72    |       |
| 8. Dezember  | Melchor Bravo de Saravia  | Gouverneur von Chile                                    |       |       |
| 18. Dezember | Anna von Sachsen          | Ehefrau des Fürsten Wilhelm von Oranien                 | 32    |       |
| 24. Dezember | Andrea Amati              | italienischer Geigenbauer, Begründer der Amati-Dynastie |       |       |
| 27. Dezember | Hans von Gasteiger        | österreichischer Wasserbaumeister der Renaissance       |       |       |
| 31. Dezember | Jakob Meiland             | deutscher Komponist                                     |       |       |

## Datum unbekannt
| Tag | Name                        | Beruf, bekannt als                                            | Alter | Beleg |
| --- | --------------------------- | ------------------------------------------------------------- | ----- | ----- |
|     | Jasper Bassano              | italienischer Musiker                                         |       |       |
|     | Devlet I. Giray             | Khan der Krim                                                 |       |       |
|     | Pierre Gallisard            | französischer Autor, Theologe                                 |       |       |
|     | Rodrigo Gil de Hontañón     | spanischer Architekt der Renaissance                          |       |       |
|     | Benjamin Gonson             | Schatzmeister der englischen Marine                           |       |       |
|     | Hemmann Haberer             | Stadtschreiber und Bühnenautor                                |       |       |
|     | Wenzel Albin von Helfenburg | Kanzler der Herren von Rosenberg                              |       |       |
|     | Juan de Juni                | französisch-spanischer Bildhauer und Holzschnitzer            |       |       |
|     | Hans Kramer                 | deutscher Festungsbauer der Renaissance                       |       |       |
|     | Johannes Kridt              | Weihbischof in Münster                                        |       |       |
|     | Antonio Lafreri             | italienischer Buchillustrator                                 |       |       |
|     | Hieronymus Lauterbach       | deutscher Astronom, Mathematiker, Kalendermacher und Humanist | ~46   |       |
|     | Guglielmo della Porta       | italienischer Bildhauer, Architekt und Restaurator            |       |       |
|     | Thomas Schöpf               | Schweizer Stadtarzt und Kartograf                             |       |       |
|     | Damaskenos Studites         | griechischer Bischof der frühen Neuzeit                       |       |       |
|     | Aberlin Tretsch             | deutscher Baumeister und Architekt                            |       |       |
|     | Veit II. von Würtzburg      | Bischof von Bamberg (1561–1577)                               |       |       |
|     | Hans Weigel der Ältere      | deutscher Buchillustrator, Formschneider und Drucker          |       |       |